# ايمانويل بلان
ايمانويل بلان (بالفرنسية: Emmanuel Blanc)‏ هو متسلق جبال تزلج ‏فرنسي، ولد في 1972.